# Toril (film)
Pour les articles homonymes, voir Toril (homonymie).
Pour plus de détails, voir Fiche technique et Distribution.
Toril est un film à suspense français réalisé par Laurent Teyssier, sorti en 2016.

## Synopsis
Un agriculteur camarguais, acculé à l'hypothèque de ses biens les plus précieux (hangar, terrains), effectue une tentative de suicide à la carabine. Son fils, qui vivote avec un petit trafic de cannabis et qui est raseteur (chercheur de cocarde entre les cornes du taureau lors d'une course camarguaise) à l'occasion, décide de tout faire pour sauver les terres familiales et redonner à son père le goût de la vie.

## Fiche technique
- Titre : Toril
- Réalisation : Laurent Teyssier
- Scénario : Laurent Teyssier et Guillaume Grosse
- Musique : Lionel Corsini
- Montage : Nicolas Capus
- Photographie : Baptiste Chesnais
- Son : JF Priester et JP Marin
- Décors : Serge Borgel
- Costumes : Agnès Giudicelli
- Producteurs : Christophe Bouffil et Fred Prémel
- Production : Tita Productions, Les Productions Balthazar, Mezzanine Films et Mille et une productions, en association avec Cofinova 12
- Distribution : La Belle Company
- Pays d'origine :  France
- Durée : 83 minutes
- Genre : thriller
- Dates de sortie :
  -  France :
    - 24 août 2016
    - 14 septembre 2016

## Distribution
- Vincent Rottiers : Philippe Lucas, raseteur et petit dealer
- Bernard Blancan : Jean-Jacques, le père de Philippe, agriculteur
- Tim Seyfi : José, le manadier gros dealer
- Sabrina Ouazani : Sonia, la petite amie de Philippe
- Karim Leklou : Bruno, le cousin de Sonia, petit trafiquant
- Alexis Michalik : le frère de Philippe, restaurateur
- Gérard Meylan : Tardieu, le collègue de Jean-Jacques
- Jicey Carina : David